# Greigia atrocastanea
Greigia atrocastanea H.E.Luther è una pianta della famiglia delle Bromeliacee, endemica della Bolivia.